# 卡邁
卡邁是白俄羅斯的城鎮，位於波斯塔維西南18公里，由維捷布斯克州負責管轄，2001年人口779。在1921年簽署的里加和約中，該鎮被納入波蘭第二共和國的維爾諾省管轄範圍。